# The Bootleg Series Volumes 1–3 (Rare & Unreleased) 1961–1991
The Bootleg Series Volumes 1–3 (Rare & Unreleased) 1961–1991 é uma compilação do cantor Bob Dylan, lançado a 26 de março de 1991.
O disco contém raridades, faixas gravadas ao vivo e faixas nunca editadas mas que foram gravadas para os álbuns Bob Dylan e Oh Mercy.
O disco atingiu o nº 49 da Billboard 200.

## Faixas
Todas as faixas por Bob Dylan, exceto onde anotado

### Disco 1
1. "Hard Times in New York Town"
2. "He Was a Friend of Mine"
3. "Man on the Street"
4. "No More Auction Block" (Ao vivo)
5. "House Carpenter"
6. "Talkin' Bear Mountain Picnic Massacre Blues"
7. "Let Me Die in My Footsteps"
8. "Rambling, Gambling Willie"
9. "Talkin' Hava Negeilah Blues"
10. "Quit Your Low Down Ways"
11. "Worried Blues"
12. "Kingsport Town"
13. "Walkin' Down the Line"
14. "Walls of Red Wing"
15. "Paths of Victory"
16. "Talkin' John Birch Paranoid Blues" (Ao vivo)
17. "Who Killed Davey Moore" (Ao vivo)
18. "Only a Hobo"
19. "Moonshiner"
20. "When the Ship Comes In"
21. "The Times They Are a-Changin'"
22. "Last Thoughts on Woody Guthrie" (ao vivo)

### Disco 2
1. "Seven Curses"
2. "Eternal Circle"
3. "Suze (The Cough Song)"
4. "Mama, You Been on My Mind"
5. "Farewell, Angelina"
6. "Subterranean Homesick Blues" (Versão acústica)
7. "If You Gotta Go, Go Now (Or Else You Got to Stay All Night)"
8. "Sitting on a Barbed Wire Fence"
9. "Like a Rolling Stone"
10. "It Takes a Lot to Laugh, It Takes a Train to Cry"
11. "I'll Keep It with Mine"
12. "She's Your Lover Now"
13. "I Shall Be Released"
14. "Santa-Fe"
15. "If Not for You"
16. "Wallflower" (Nunca editado)
17. "Nobody 'Cept You"
18. "Tangled Up in Blue"
19. "Call Letter Blues"
20. "Idiot Wind"

### Disco 3
1. "If You See Her, Say Hello"
2. "Golden Loom"
3. "Catfish"
4. "Seven Days" (ao vivo)
5. "Ye Shall Be Changed"
6. "Every Grain of Sand"
7. "You Changed My Life"
8. "Need a Woman"
9. "Angelina"
10. "Someone's Got a Hold of My Heart"
11. "Tell Me"
12. "Lord Protect My Child"
13. "Foot of Pride"
14. "Blind Willie McTell"
15. "When the Night Comes Falling from the Sky"
16. "Series of Dreams"